# Nana Ama Gyamfua
Nana Ama Gyamfua (auch: Nana Gyamfuah; * 4. August 1978) ist eine ehemalige ghanaische Fußballspielerin.

## Karriere
Gyamfua kam während ihrer Vereinskarriere für die Post Ladies (1999–2003) zum Einsatz.
Die Angreiferin nahm mit der ghanaischen Nationalmannschaft („Black Queens“) an den Weltmeisterschaften 1999 teil; dabei bestritt sie drei Partien und erzielte das erste Tor der ghanaischen WM-Geschichte. Außerdem stand sie bei den Afrikameisterschaften 1998, 2000 und 2002 im Kader der Black Queens. Beim 11:0-Sieg der Nationalmannschaft über Guinea im März 1998 erzielte Gyamfua vier Treffer und hält damit bis heute den Rekord für die meisten in einem Spiel erzielten Tore für die Black Queens. 2003 wird Gyamfua zum letzten Mal als Nationalspielerin bezeichnet.